# 波桑科
波桑科，是西班牙卡斯蒂利亚-莱昂阿维拉省的一个市镇。 总面积11km2, 总人口61人（2001年），人口密度6人/km2。